# DNA (groupe)
Pour les articles homonymes, voir DNA.
DNA est un groupe américain de no wave qui eut une grande influence malgré une existence courte. Il fut fondé en 1978 par le guitariste Arto Lindsay et le claviériste Robin Crutchfield. Ils ont tiré leur nom d'un morceau d'un autre groupe no wave : Mars[réf. nécessaire], dans lequel jouait Mark Cunningham, ami de Lindsay.
Plutôt que d'utiliser leurs instruments d'une manière traditionnelle, ils s'essayèrent à produire des sons inhabituels et originaux. Leur musique a été décrite comme spontanée, bruyante, anguleuse, comparée parfois à Captain Beefheart et même à Anton Webern.

## Histoire
La formation originale était composée de Lindsay, Crutchfield, Gordon Stevenson, et Mirielle Cervenka. Cette incarnation est brève, sans même un concert car Stevenson partit jouer de la basse avec Teenage Jesus and the Jerks et Cervenka quitta le groupe (c'était la petite sœur d'Exene Cervenka de X). Lindsay et Crutchfield recrutèrent ensuite Ikue Mori en tant que batteuse, une Japonaise qui parlait mal l'anglais et n'avait pas de batterie...
Cette formation se produisit d'abord au Max's Kansas City puis au CBGB et enregistra un 45 tours. Dès leur première année d'existence, leur réputation était faite et ils furent choisis par Brian Eno pour apparaître sur la compilation séminale No New York, la première à faire connaître le courant en dehors du Lower Manhattan (apparaissaient aussi The Contortions de James Chance, Teenage Jesus and the Jerks, et Mars).
Quelque temps plus tard, Crutchfield quitta le groupe pour former Dark Day et fut remplacé par Tim Wright, précédemment membre de Pere Ubu. Wright jouait de la basse et était le seul membre à avoir des compétences musicales ordinaires mais la musique devint encore plus spontanée et rugueuse, ses lignes de basse créant un fond menaçant aux sons de guitare atonaux et grinçants de Arto Lindsay et aux rythmes irréguliers de Ikue Mori. Leurs morceaux étaient désormais brefs et abstraits. Leur public se recrutait plutôt dans les cercles de l'art que dans ceux du rock et ils se produisaient peu en dehors des clubs du Lower Manhattan.
A Taste of DNA leur premier album durait dix minutes et fut enregistré pour le label American Clavé de Kip Hanrahan et sorti par Rough Trade en 1980. Des titres en concert sortirent sur divers albums compilation. Le groupe se sépara en 1982. Leurs trois concerts d'adieu au CBGB affichèrent complet. À la fin du dernier concert, le rappel se termina sur « Whole Lotta Love », une reprise de Led Zeppelin (mais elle n'apparaît pas sur le CD Last Live at CBGB, sorti plus de dix ans après sur le label Avant de John Zorn).
En 1990, le clip de la chanson « La Serenissima » est réalisé en animation en volume.

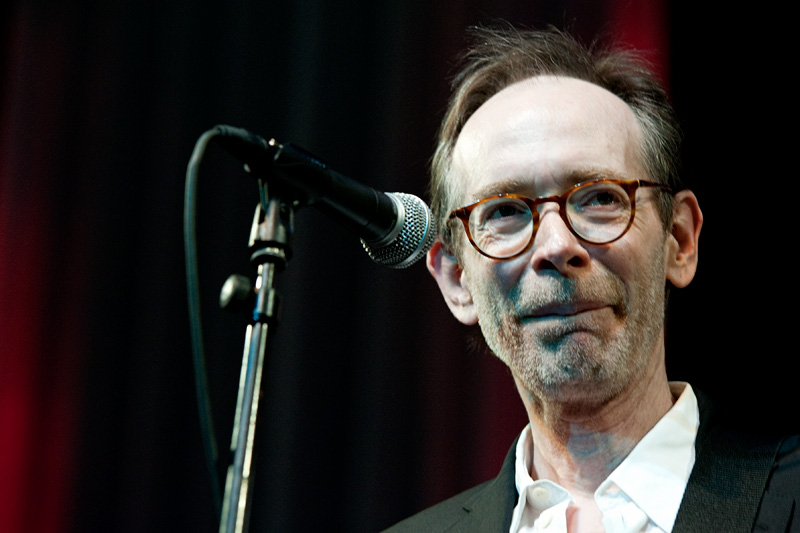
Arto Lindsay en 2010.

Le groupe apparaît dans le film Downtown 81 à propos du peintre Jean-Michel Basquiat, familier des milieux de la no wave. En 2004 sort, sur No More Records, DNA on DNA, une collection de leurs enregistrements. Arto Lindsay, Ikue Mori, et Crutchfield dans une moindre mesure,  ont continué leurs carrières musicales. Le groupe Blonde Redhead tire son nom d'une chanson de DNA.

## Discographie
- 1978 : You & You b/w Little Ants (single)
- 1978 : No New York (compilation)
- 1981 : A Taste of DNA
- 1981 : The Fruit of Original Sin (compilation)
- 1993 : Last Live at CBGB - Avant (Japan), Avant 006 (CD)
- 1993 : American Clavé Sampler (compilation)
- 2004 : DNA on DNA